# Бемельманс, Людвиг
Людвиг Бемельманс (англ. Ludwig Bemelmans, род. 17 апреля 1898 г. Мерано, Австро-Венгрия — ум. 1 октября 1962 г. Нью-Йорк) — американский писатель и художник, книжный иллюстратор.

## Жизнь и творчество
Сын бельгийского художника Ламберта Бемельманса и Френсис Фишер, дочери пивовара из Регенсбурга. Несмотря на то, что детство мальчика прошло в Германии и Австро-Венгрии, первым его родным языком был французский. В 1904 году родители Людвига разошлись, и мать с двумя детьми уехала в Регенсбург. Людвиг был ребёнком с трудным характером и мать, не дождавшись окончания им школы, отправила его к дяде в Тироль, где тот владел несколькими гостиницами. После того, как юноша во время ссоры выстрелил в одного из служащих гостиницы, его в 1914 отправили ещё дальше — в США, где жил отец Людвига. Первое время в Америке будущий писатель работал в гостиницах; в 1917 году он уходит служить в армию США, где дослужился до звания капрала. Будучи связанным родственными узами с Германией, Людвиг избежал отправки на фронт в Европу и в Первую мировую войну служил при госпитале. В 1918 году получил американское гражданство. В 1920-е годы Бемельманс опять работал в гостиницах, кельнером в Ritz-Carlton, и пробовал свои силы, сперва без особого успеха, как художник. в 1925 году он сделал дизайн ресторана «Hapsburg House», одним из совладельцев которого являлся.
В начале 1930-х годов Л. Бемельманс знакомится с Мэй Массе, одной из ведущих сотрудниц издательства Viking Press в области детской литературы, и находит в ней всестороннюю поддержку как писатель. В 1934 году выходит первая его книжка для детей «Ханзи» (Hansi) — о приключениях двух австрийских мальчишек и их собаки, ей следует несколько других. В 1935 году Людвиг женится на Мадлен Фрейнд, а в 1939 году выходит его первая детская книга из серии «Мадлен» (Madeline), обеспечившая её автору широкую известность. Бемельманс сделал также и иллюстрации к стихотворной истории о приключениях самоуверенной маленькой парижанки. Сперва, впрочем, книжка была отвергнута в нескольких издательствах как чересчур претенциозная, однако после издания у Simon and Schuster имела большой успех. Первой Мадлен последовали до 1961 года ещё 6 продолжений, сделавших Бемельманса признанным англоязычным детским писателем.
Одновременно Бемельманс пишет и рисует для ряда крупнейших американских периодических изданий — таких, как Vogue, The New Yorker, Fortune, Harper’s Bazaar, McCall’s, Holiday и других. Он создаёт также романы и «путевые заметки» для взрослых читателей, например «Голубой Дунай» (The Blue Danube, 1945), в котором критически изображает немецкий провинциальный быт во времена гитлеризма. Бемельманс много ездит по США и Европе, а 1935 году — арестовывается в Германии за пародирование Гитлера. В 1940-е годы он интересуется также кинематографом и театром, пишет несколько сценариев. В 1945 году по его сценарию в Голливуде выходит сюрреалистический мюзикл «Иоланта и вор» с Фредом Астером (англ.). В 1953 году жил в Париже. Художник занимался также частными заказами. Так, Л. Бемельманс оформил интерьер детской каюты на яхте Cristina O Аристотеля Онассиса для юной дочери греческого мультимиллионера.
Бемельманс скончался в Нью-Йорке от рака поджелудочной железы. В настоящее время написанные им полотна оцениваются в сотни тысяч долларов США.
В 1954 году, за детский роман «Madeline’s Rescue» и иллюстрации к нему Л. Бемельманс награждён медалью Калдекотта.

### Романы
- Now I Lay Me Down to Sleep, 1943
- The Blue Danube, New York (Viking Press) 1945
- Dirty Eddie, 1947 (Воспоминания о Голливуде)
- The Eye of God, 1949
- The Woman of My Life, 1957
- Are You Hungry, Are You Cold, 1960
- The Street Where the Heart Lies, 1963

### Книги для детей
- Hansi, New York (Viking Press) 1934
- The Golden Basket, 1936
- The Castle Number Nine, 1937
- Quito Express, 1938
- Madeline, New York (Simon and Schuster) 1939
- Fifi, 1940
- Rosebud, 1942
- Sunshine: A Story about the City of New York, 1950
- The Happy Place, 1952
- Madeline’s Rescue, New York (Viking Press) 1953
- The High World, 1954;
- Parsley, 1955
- Madeline and the Bad Hat, New York (Viking Press) 1956
- Madeline and the Gypsies, New York (Viking Press) 1959
- Madeline in London, New York (Viking Press) 1961

### Сценарии
- Yolanda and the Thief, 1945
- Alice of Wonderland in Paris, 1966

## Галерея
- Одна из художественных работ Р.Бемельманса (Рождество Мадлен, 1956)